# Хинкали
Хинка́ли (груз. ხინკალი) — блюдо грузинской кухни из горных областей Пшави, Мтиулети и Хевсурети в Грузии, получившее распространение в других районах Кавказа и по всему бывшему СССР.
Грузинские хинкали по составу и способу приготовления существенно отличаются от дагестанского и азербайджанского хинкала, который представляет собой иной тип блюда.

## Этимология
Слово хинкали, по мнению специалистов, имеет аварскую этимологию и восходит к форме множественного числа ххинкI-ал аварского существительного ххинкI.
Как отмечает А. Д. Вагапов, факт нахождения в курдских диалектах слов, близких к слову хинкал в схожих значениях, позволяет усомниться в дагестанской этимологии слова хингал как формы множественного числа от хинкI «галушка». В курдских диалектах представлены варианты, максимально близкие к чеченскому слову по форме (xingāl) и по значению («кусочки свежевыпеченной лепешки в масле»), в том числе и в значении «галушка с мясом».

## Состав блюда

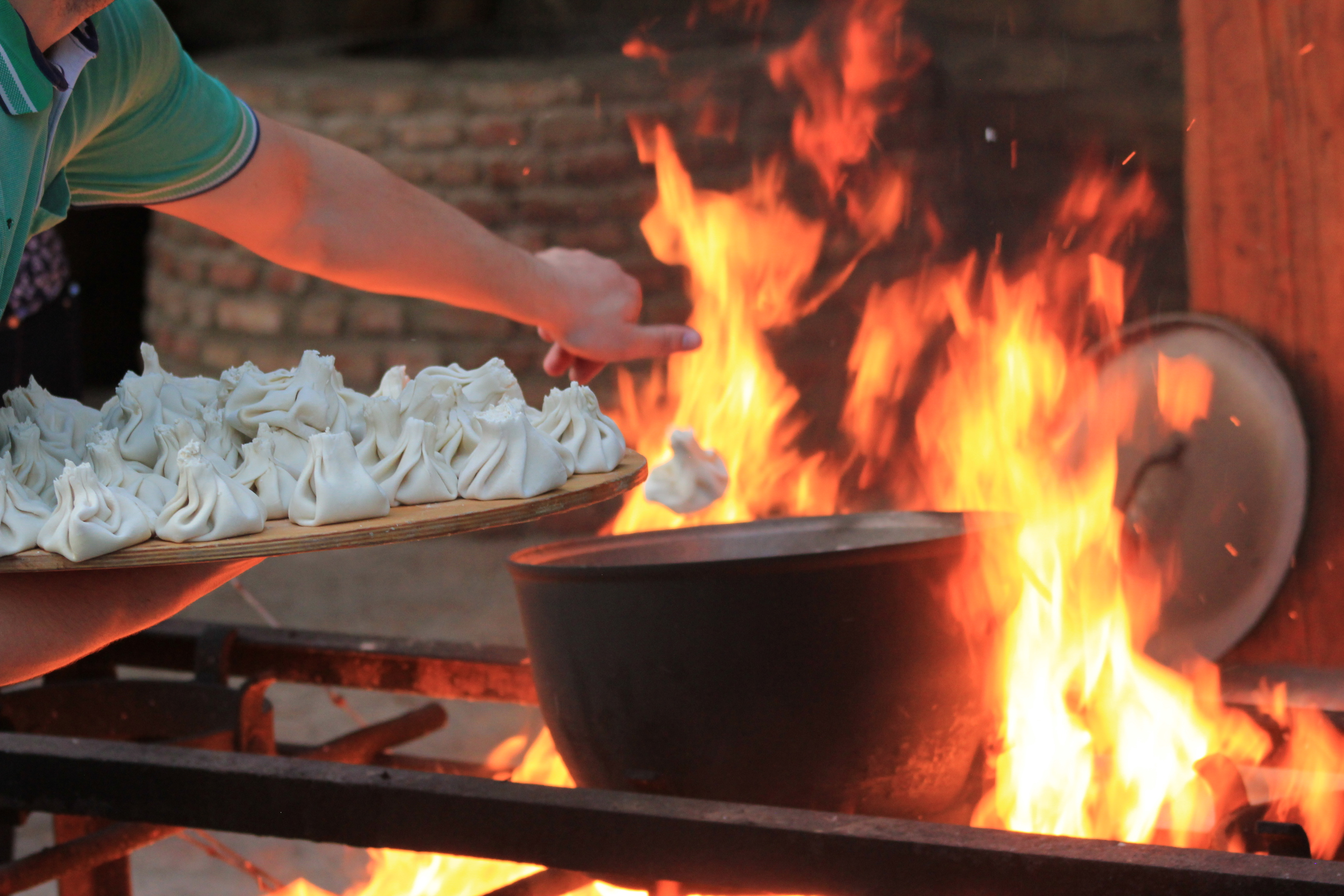
Приготовление хинкали на открытом огне

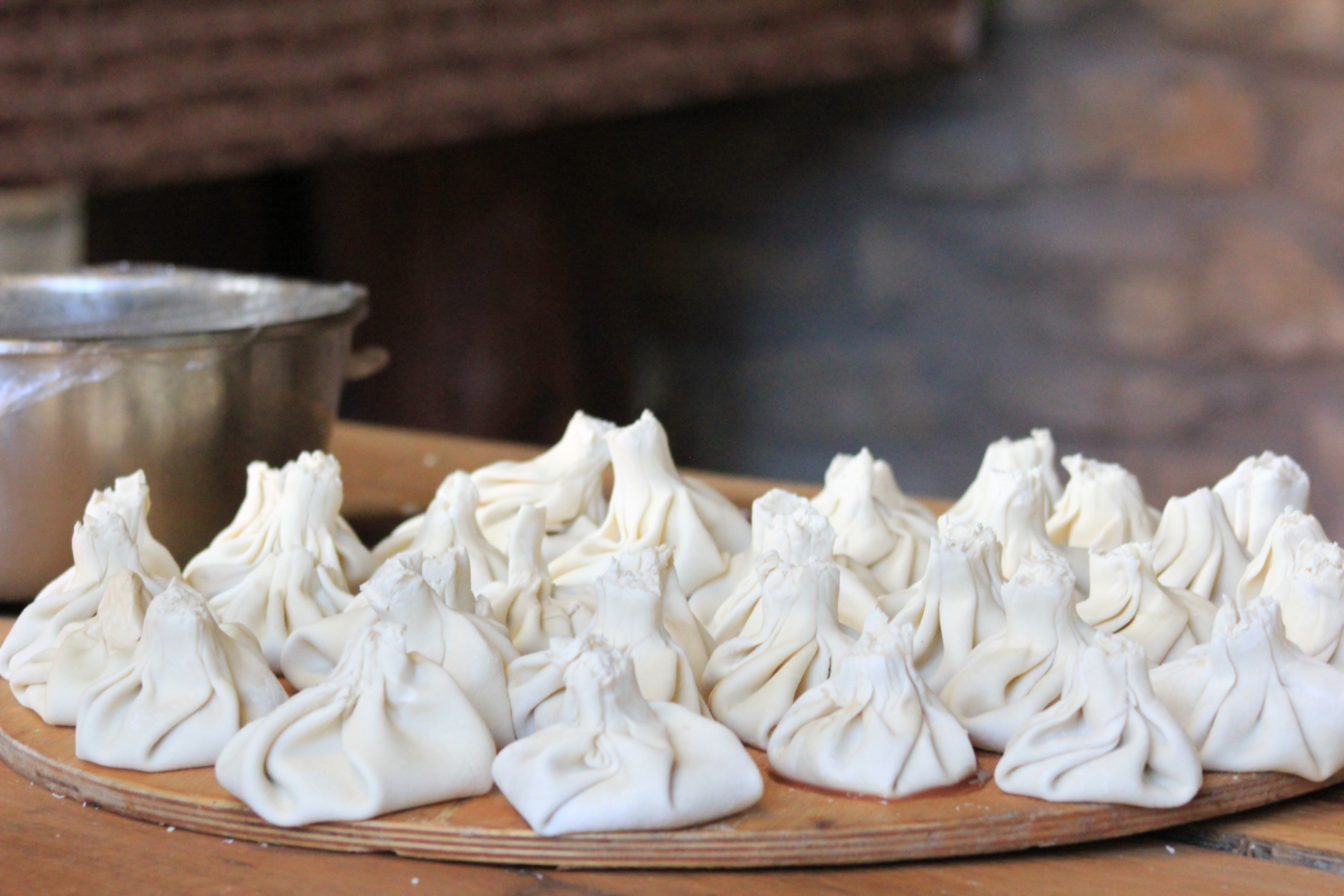
Приготовление хинкали

Начинка для хинкали готовится из говядины/телятины или свинины (частый вариант — говядина со свининой), реже — баранины или ягнёнка. Начинка может быть рубленой (классический вариант) или в виде фарша. К ней в обязательном порядке добавляется много различных специй и зелени. Существуют также хинкали с сырами (сыр чаще сулугуни), которые являются заменой мясным блюдам для вегетарианцев, а также придают разнообразие насыщенной мясными блюдами грузинской кухне. Сугубо вегетарианским блюдом являются хинкали с грибами. В хинкальных с большим ассортиментом в качестве начинки могут выступать грибы с сыром, индейка и даже мясо раков.
Важный элемент в создании хинкали — работа над формой. Традиционно грузинские кулинары лепят их таким образом, чтобы на верхушке получился небольшой «хвостик» из теста. Считается, что хинкали у основания (при подходе к хвостику) должны иметь не менее 18 складок. Так их легко держать; при этом хвостик ещё и быстрее остывает. Обычно непроваренный хвостик выбрасывается (также по хвостикам удобно считать, кто сколько хинкали съел). Слепленные хинкали отваривают в кипящей воде (наиболее распространённый вариант) или жарят. В некоторых заведениях к каждому виду хинкали с разными начинками предлагают как варёный, так и жареный варианты.
Характерная особенность блюда (прежде всего, с мясной начинкой и, в особенности, варёные варианты) — наличие внутри каждого хинкали большого количества «сока» (фактически бульона). В результате процесс поедания усложняется, а есть рекомендуется именно руками: использование вилки и ножа не позволит сохранить сок внутри хинкали.